# Audi S3
Der Audi S3 ist ein Kompaktsportwagen der Audi AG und stellte seit seiner Einführung 1999 das höchste Ausstattungsniveau des Audi A3 dar. Mit der Einführung des Audi RS3 im Frühjahr 2011 ist der S3 das zweithöchste Ausstattungsniveau des A3.

## S3 (8L, 1999–2003)

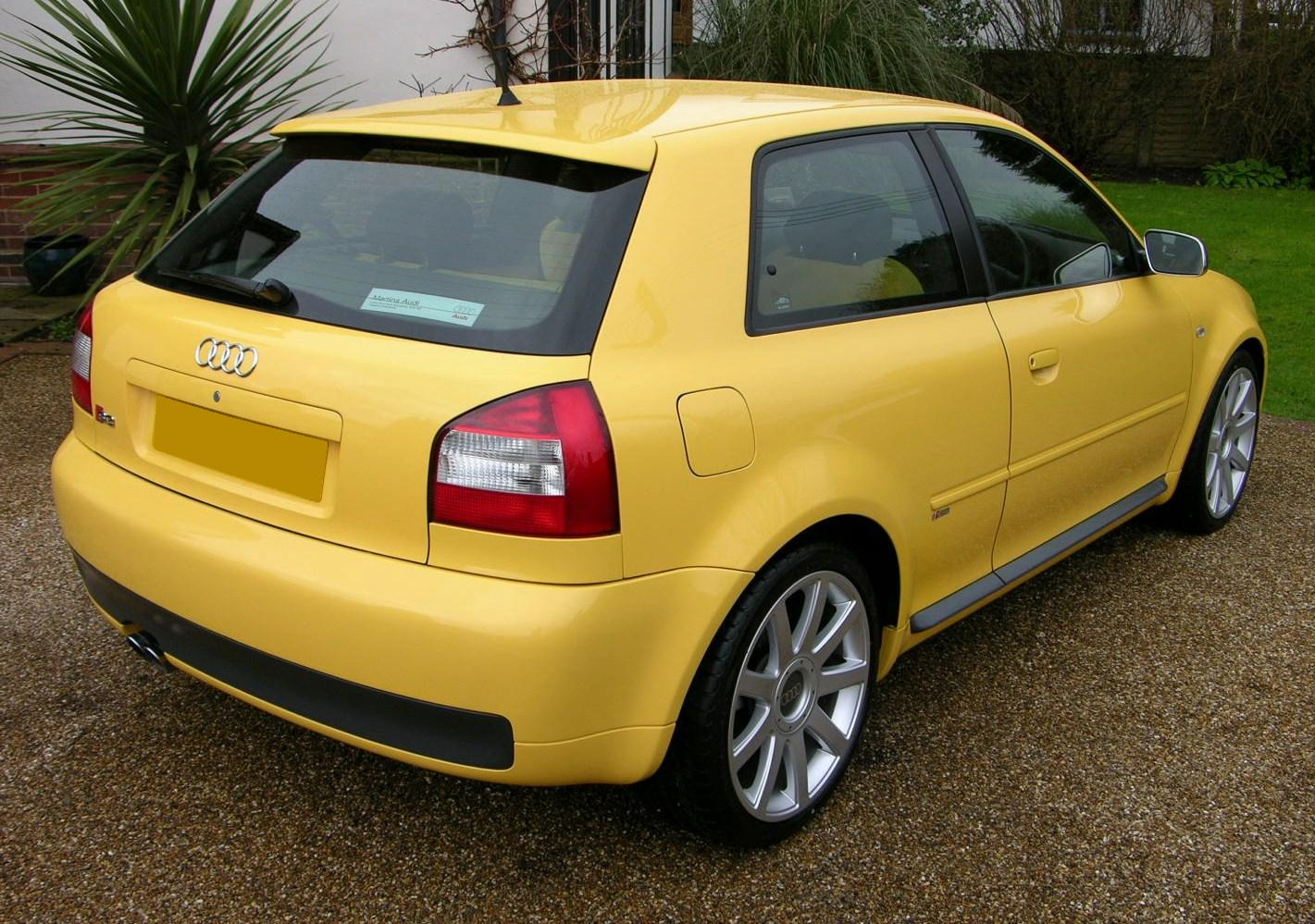
Heckansicht

Die erste Generation des Audi S3 wurde im Frühjahr 1999 eingeführt. Sie leistete durch einen Reihenvierzylinder mit 1,8 Liter Hubraum, Turbolader und Fünfventil-Technik zunächst 154 kW (209 PS).
Kurz nach dem Facelift im Sommer 2001, welches auch noch mit 154 kW verkauft wurde, stieg die Leistung auf 165 kW (225 PS). Das nur mit einem 6-Gang-Handschaltgetriebe, dem Allradantrieb Quattro und als Dreitürer erhältliche Fahrzeug verfügte gegenüber dem normalen A3 über eine erweiterte Grund- als auch Exklusivausstattung:
- modifizierte Stoßstange vorne und hinten,
- breitere Kotflügel,
- breite Seitenschweller,
- Dachkantenspoiler,
- sichtbare Auspuffendrohre
- Allradsystem Quattro (Haldex-Kupplung)
- elektrisch verstellbare Recaro-Sportsitze
- Xenon-Scheinwerfer

### Technische Daten
| Modell                                                            | S3                                       | S3                                       |
| ----------------------------------------------------------------- | ---------------------------------------- | ---------------------------------------- |
| Bauzeit                                                           | 03/1999–09/2001                          | 10/2001–05/2003                          |
| Motorkennbuchstabe                                                | APY/AMK                                  | BAM                                      |
| Hubraum                                                           | 1781 cm³                                 | 1781 cm³                                 |
| Bohrung × Hub                                                     | 81,0 mm × 86,4 mm                        | 81,0 mm × 86,4 mm                        |
| Motorbauart                                                       | Reihenvierzylinder                       | Reihenvierzylinder                       |
| Motoraufladung                                                    | Turboaufladung und 2 Ladeluftkühlern     | Turboaufladung und 2 Ladeluftkühlern     |
| Ventile                                                           | 20                                       | 20                                       |
| max. Leistung bei min−1                                           | 154 kW (210 PS)/5800                     | 165 kW (225 PS)/5900                     |
| max. Drehmoment bei min−1                                         | 270 Nm/2100–5000                         | 280 Nm/2200–5500                         |
| Antriebsart, serienmäßig                                          | perm. Allradantrieb über Haldex-Kupplung | perm. Allradantrieb über Haldex-Kupplung |
| Getriebeart, serienmäßig                                          | 6-Gang-Schaltgetriebe                    | 6-Gang-Schaltgetriebe                    |
| Beschleunigung, 0 auf 100 km/h                                    | 6,8 s                                    | 6,6 s                                    |
| Höchstgeschwindigkeit (km/h)                                      | 238                                      | 243                                      |
| Kraftstoffverbrauch (nach EWG-Richtlinie, kombiniert in l/100 km) | 9,1 Super plus                           | 9,3 Super plus                           |
| Leergewicht                                                       | 1375 kg                                  | 1420 kg                                  |

## S3 (8P, 2006–2012)

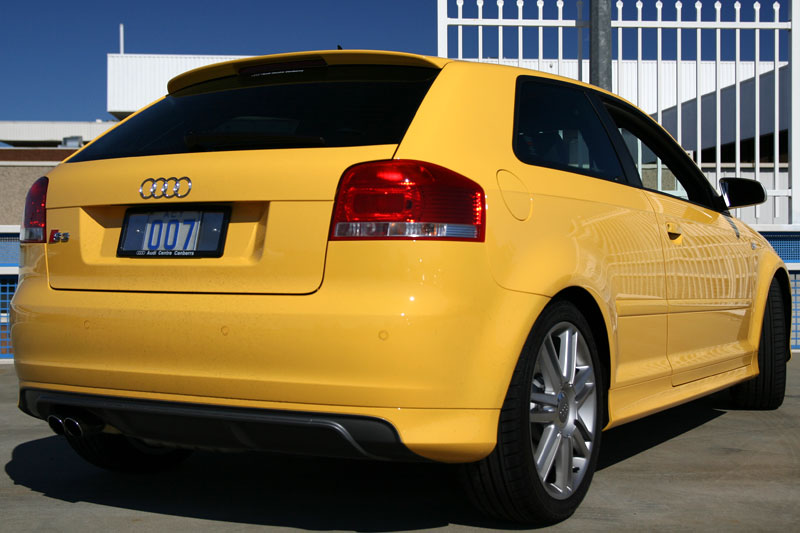
Heckansicht

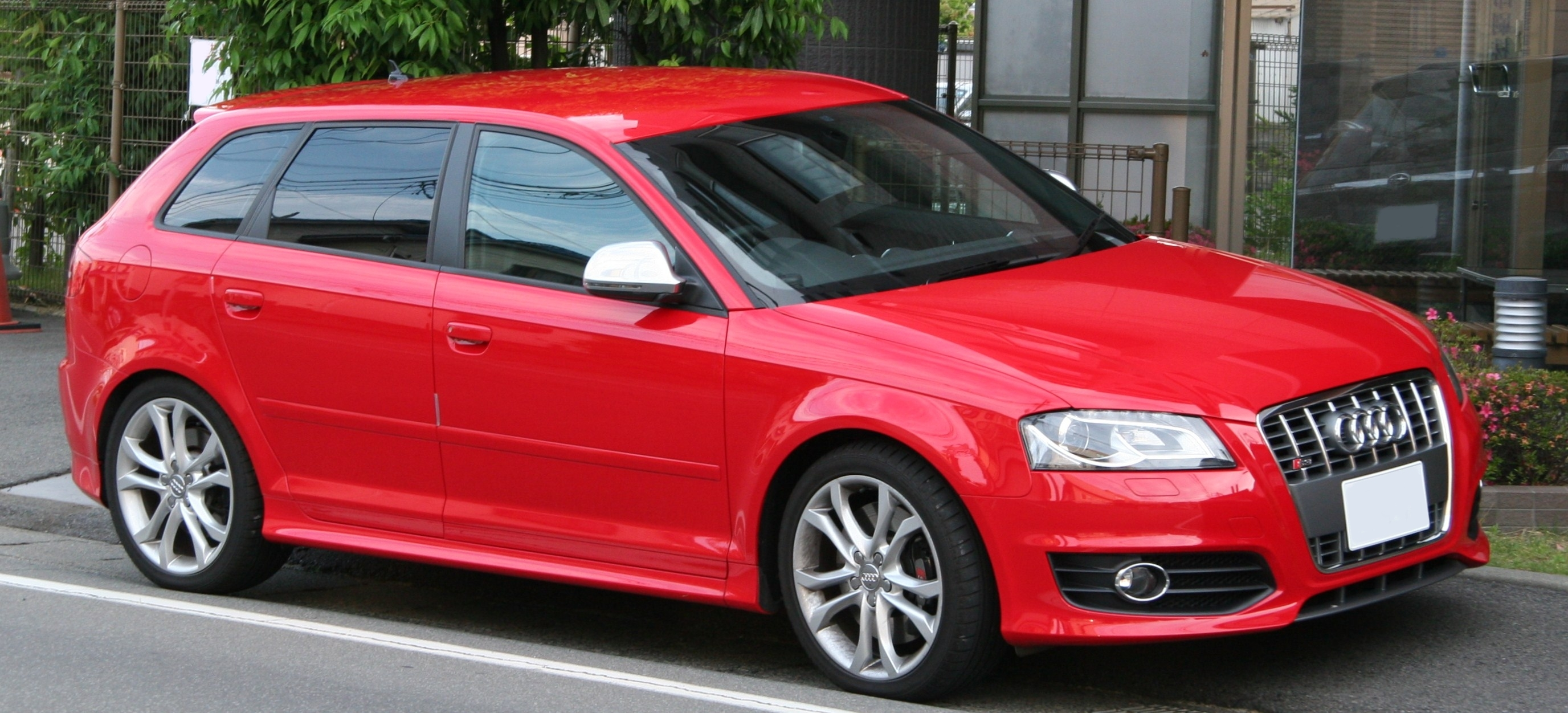
Audi S3 Sportback (2008–2012)

Die zweite Generation des Audi S3 leistet 195 kW (265 PS). Ab dem Facelift im April 2008 war er sowohl als Dreitürer (8P) als auch als Fünftürer unter der Zusatzbezeichnung „Sportback“ (8PA) erhältlich – ein automatisches Doppelkupplungsgetriebe in Form einer sechsstufigen S tronic kam im Herbst 2008 hinzu.
Angetrieben wird der Kompaktsportwagen von einem 2,0-l-Reihenvierzylinder-Ottomotor mit Benzindirekteinspritzung und Abgasturbolader. Beim serienmäßigen Allradantrieb quattro handelt es sich, wie bei allen Audi mit quer eingebautem Motor, um einen kupplungsgesteuerten (automatisch zuschaltenden) Allradantrieb mit Haldex-Kupplung.
Das maximale Drehmoment liegt bei 350 Nm, die Beschleunigung von 0 auf 100 km/h erfolgt in 5,5–5,8 Sekunden und die Höchstgeschwindigkeit wird bei 250 km/h abgeregelt. Der Verbrauch liegt bei etwa 8,3–8,5 Litern Super Plus pro 100 Kilometer bei einem Ausstoß von 193–198 Gramm CO2 pro Kilometer.
Der Audi S3 ist serienmäßig mit 18"-Alurädern und 225/40-Reifen ausgerüstet und verfügt ebenfalls ab Werk über Bi-Xenonscheinwerfer und Außenspiegel in Aluminiumoptik als besonderes Kennzeichen der S-Modelle von Audi.

### Technische Daten
|                                            | Dreitürer             | Sportback             |
| ------------------------------------------ | --------------------- | --------------------- |
| Bauzeitraum                                | 08/2006–05/2012       | 04/2008–10/2012       |
| Motorart                                   | Ottomotor             | Ottomotor             |
| Motortyp                                   | Reihenbauart          | Reihenbauart          |
| Zylinder                                   | 4                     | 4                     |
| Ventile                                    | 16                    | 16                    |
| Motoraufladung                             | Turbolader            | Turbolader            |
| Gemischaufbereitung                        | Direkteinspritzung    | Direkteinspritzung    |
| Hubraum                                    | 1984 cm³              | 1984 cm³              |
| max. Leistung bei min−1                    | 195 kW (265 PS)/6000  | 195 kW (265 PS)/6000  |
| max. Drehmoment bei min−1:                 | 350 Nm/2500–5000      | 350 Nm/2500–5000      |
| Antriebsart, serienmäßig                   | Allradantrieb         | Allradantrieb         |
| Getriebeart, serienmäßig                   | 6-Gang-Schaltgetriebe | 6-Gang-Schaltgetriebe |
| Getriebeart, optional                      | 6-Gang-S tronic       | 6-Gang-S tronic       |
| Leergewicht                                | 1530–1550 kg          | 1550–1590 kg          |
| maximale Zuladung                          | 560 kg                | 560 kg                |
| Beschleunigung, 0–100 km/h                 | 5,5–5,7 s             | 5,6–5,8 s             |
| Höchstgeschwindigkeit                      | 250 km/h (abgeregelt) | 250 km/h (abgeregelt) |
| Kraftstoffverbrauch auf 100 km, kombiniert | 8,3–9,1 l Super Plus  | 8,4–8,5 l Super Plus  |
| CO2-Emission, kombiniert                   | 193–217 g/km          | 195–201 g/km          |
| Abgasnorm nach EU-Klassifikation           | Euro 5                | Euro 5                |

## S3 (8V, 2013–2020)
Auf der Mondial de l’Automobile im September 2012 wurde die dritte Generation des Audi S3 auf Basis des A3 8V zunächst als Dreitürer vorgestellt. Die Markteinführung fand im Frühjahr 2013 statt.
Als Motorisierung wird ein 2,0-Liter-Ottomotor mit Turbolader und einer Leistung von 221 kW (300 PS) verwendet. Serienmäßig kommt ein Sechsgang-Schaltgetriebe und der Allradantrieb quattro zum Einsatz. Gegen Aufpreis ist das 6-Gang-Doppelkupplungsgetriebe S tronic erhältlich.
Im Herbst 2013 kam der S3 zudem auch als Stufenheckversion in das Angebot. Die Auslieferung der Limousine begann Anfang 2014. Sie zeichnet sich durch eine niedrige, fließend gezeichnete Dachkuppel, die in einer coupéartig flach stehenden C-Säule ausläuft, aus.  Das Kofferraumvolumen des S3 Stufenheck beträgt 425 Liter.
Seit Juli 2014 ist auch eine Cabrio-Variante auf dem Markt. Das S3 Cabriolet besitzt ein Stoffverdeck, das sich auf Tastendruck in weniger als 18 Sekunden öffnet und schließt (während der Fahrt bis 50 km/h). Der Einstiegspreis des S3 Cabrio liegt in Deutschland bei 48.500 Euro.
Mitte 2016 startete Audi die Facelift-Produktion des Audi S3 8V. Wichtigste Veränderungen bei der Optik waren markantere Rückleuchten mit serienmäßig dynamischen Blinkern sowie eckigere Frontscheinwerfer. Des Weiteren erhielten die Front- und Heckstoßstangen inkl. Diffusor deutliche, optische Änderungen. Zudem wurde die Motorleistung im Vergleich zum Vorfacelift von 300 auf 310 PS erhöht.

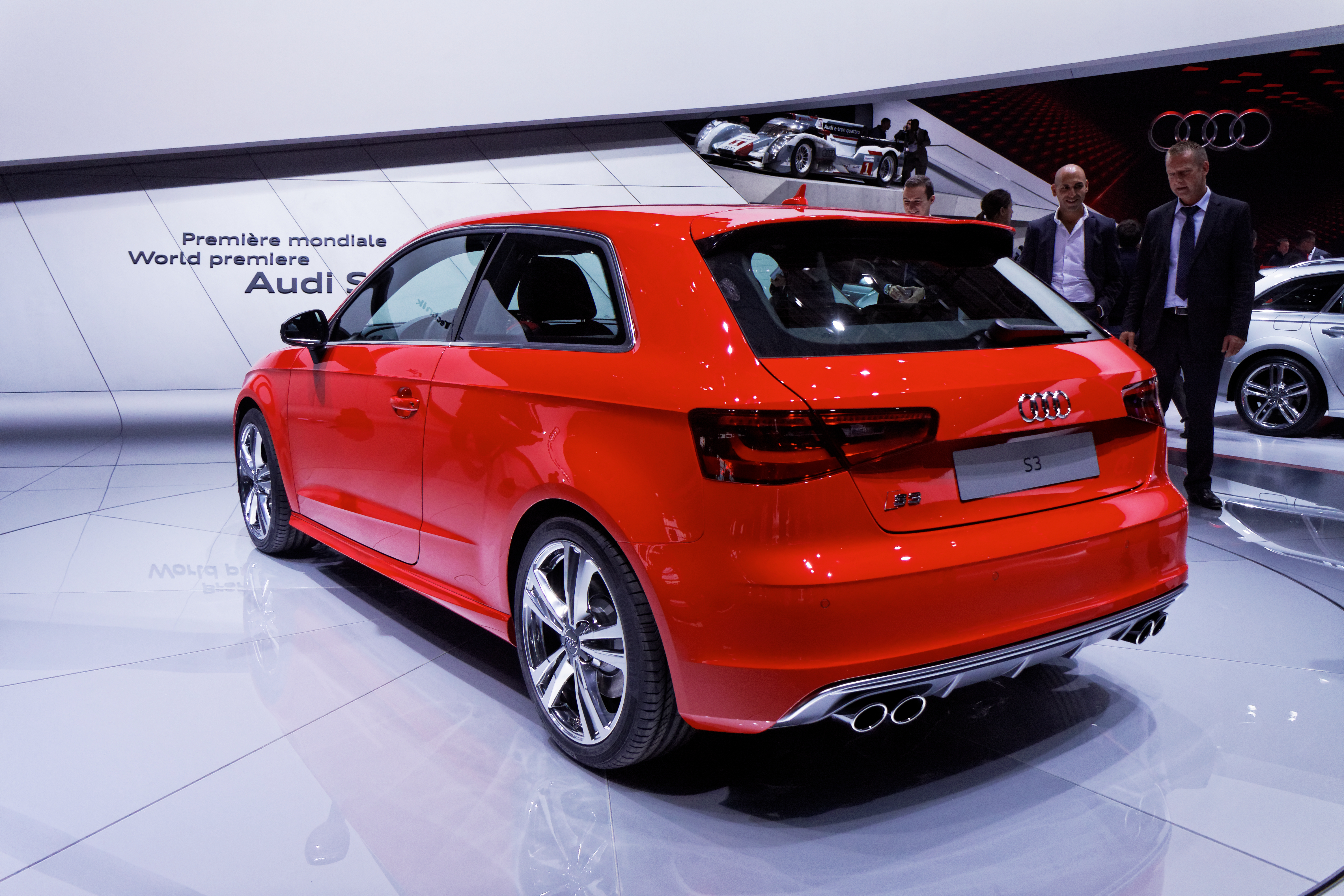
Heckansicht
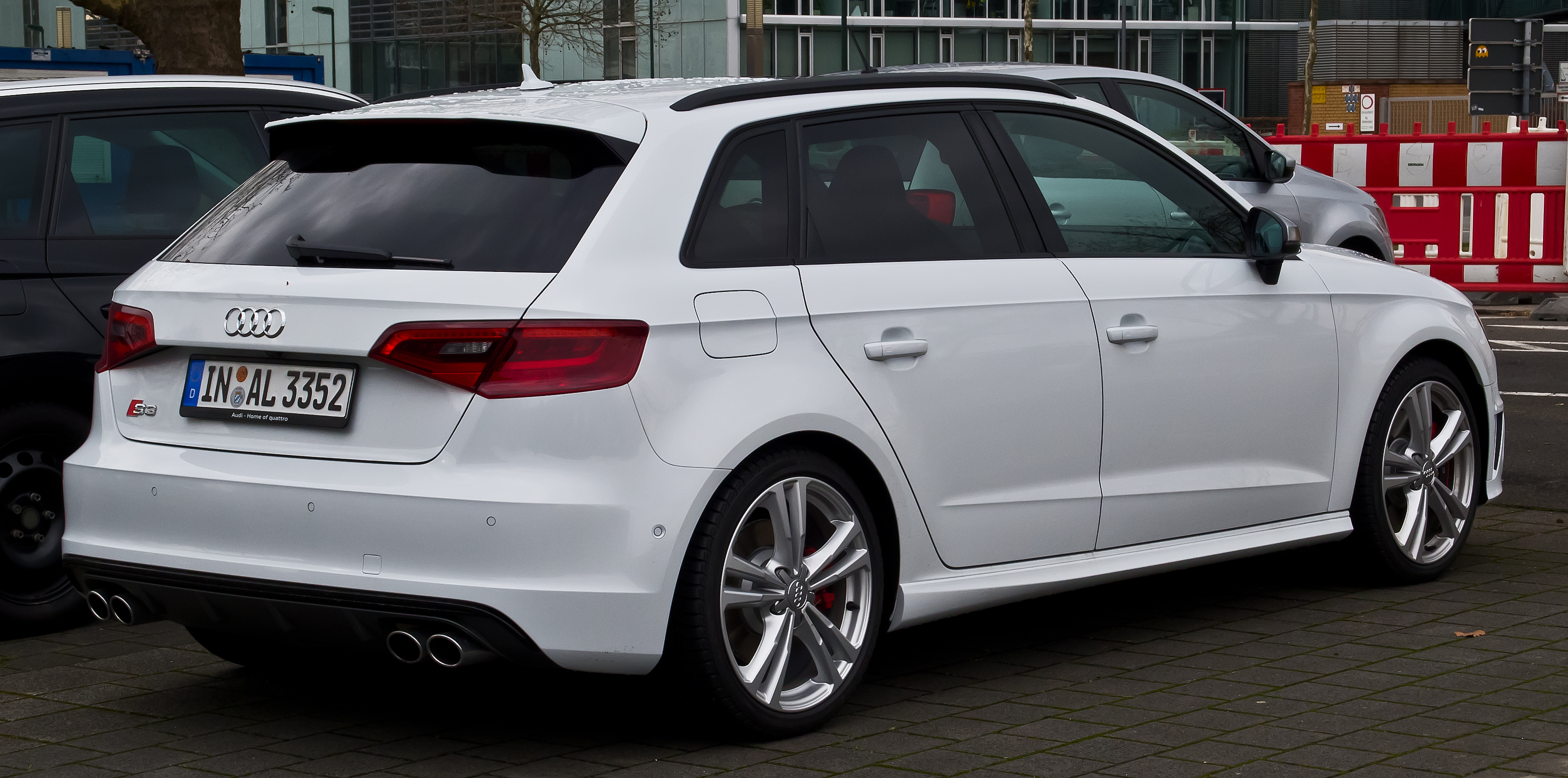
S3 Sportback (2013–2017)
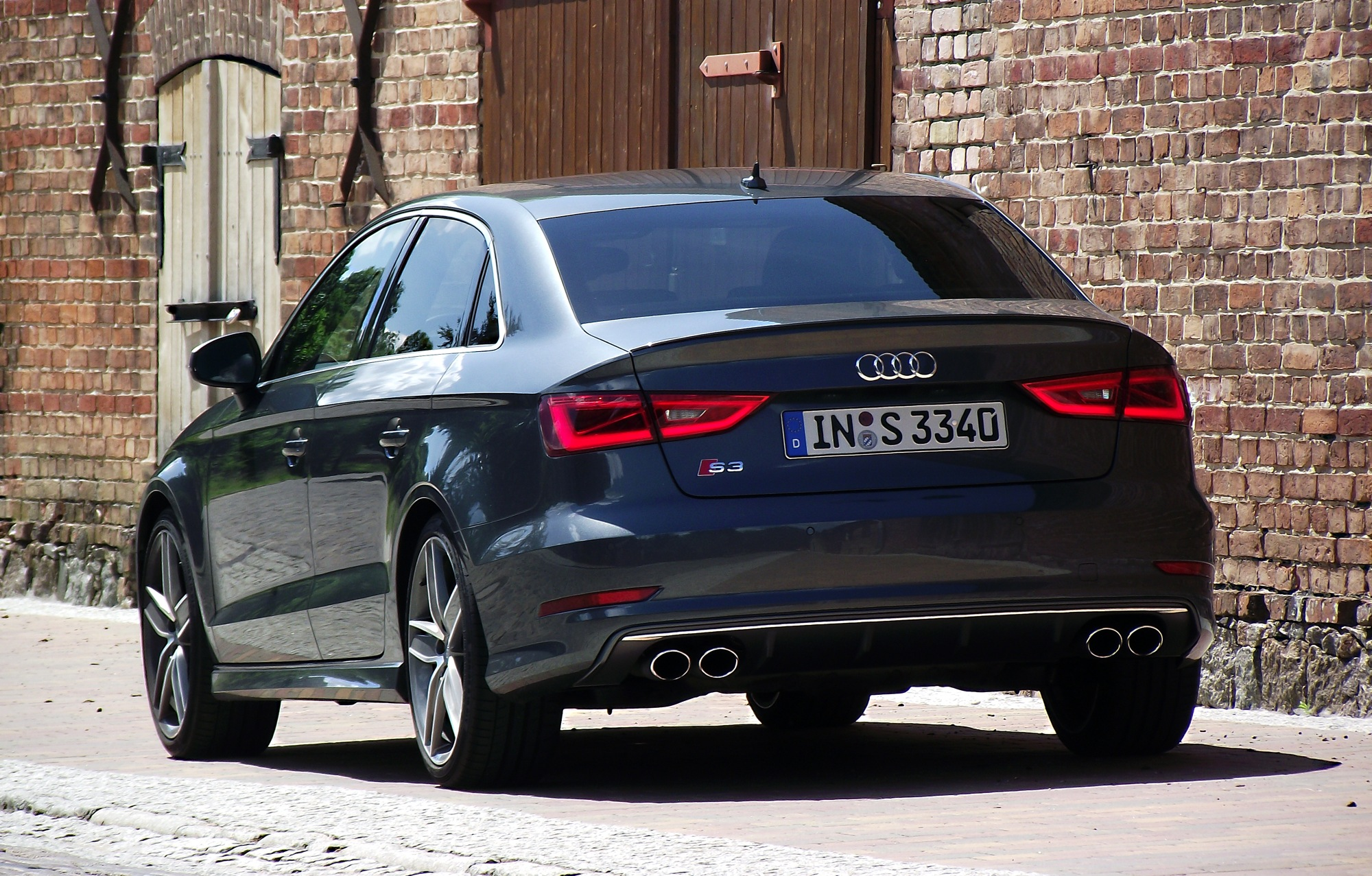
Audi S3 Limousine (2013–2017)
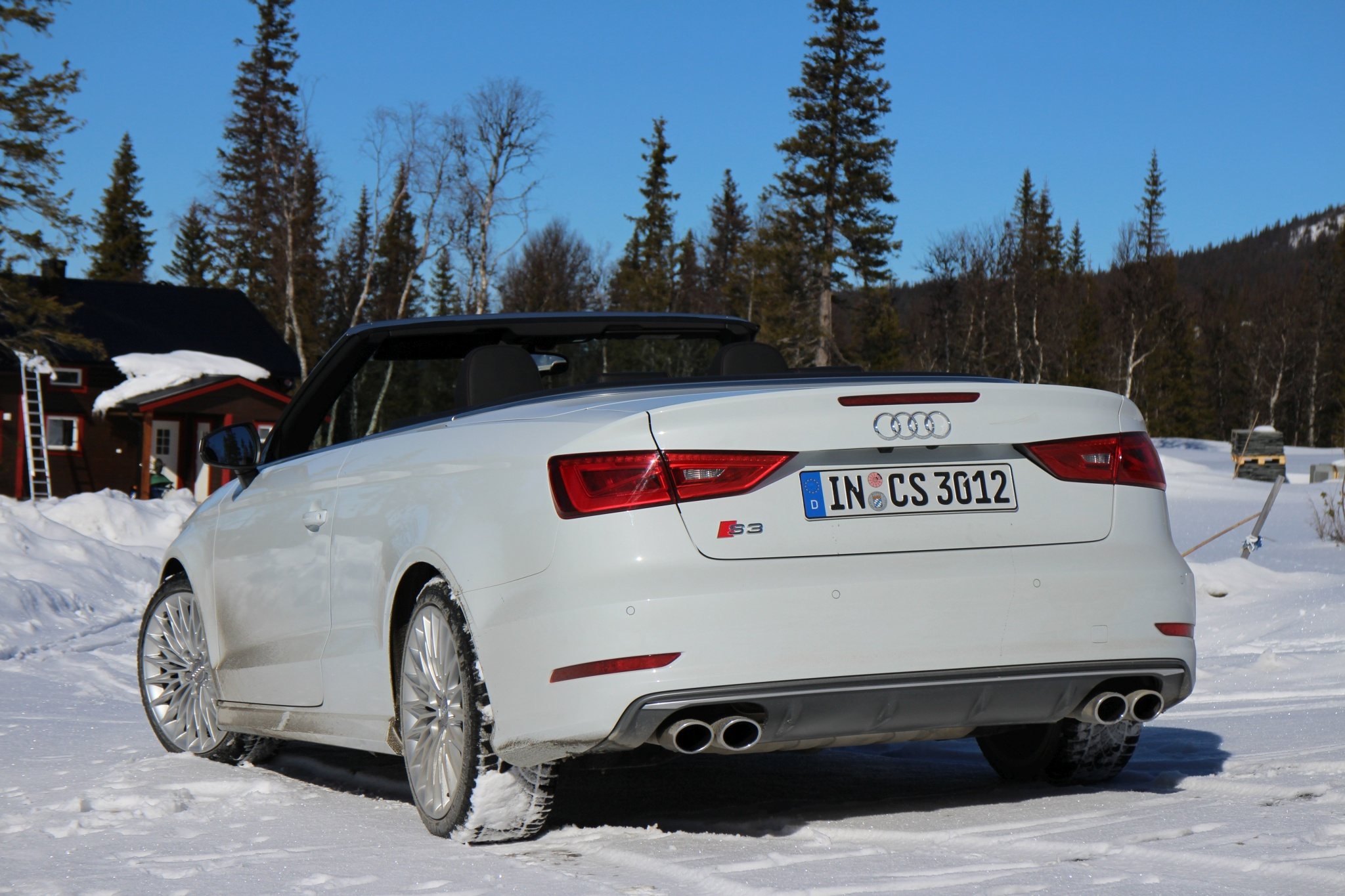
Audi S3 Cabriolet (2014–2017)

### Technische Daten
|                                            | Dreitürer                 | Sportback                 | Limousine                 | Cabriolet                 | Dreitürer                                                          | Sportback                                                          | Limousine                                                          | Cabriolet                 | Sportback                 | Limousine                 | Cabriolet                 |
| ------------------------------------------ | ------------------------- | ------------------------- | ------------------------- | ------------------------- | ------------------------------------------------------------------ | ------------------------------------------------------------------ | ------------------------------------------------------------------ | ------------------------- | ------------------------- | ------------------------- | ------------------------- |
| Bestellzeitraum                            | 05/2013–04/2016           | 05/2013–04/2016           | 10/2013–04/2016           | 04/2014–04/2016           | 05/2016–09/2017                                                    | 05/2016–07/2018                                                    | 05/2016–07/2018                                                    | 05/2016–07/2018           | 11/2018–03/2020           | 11/2018–03/2020           | 11/2018–03/2020           |
| Motorart                                   | Ottomotor                 | Ottomotor                 | Ottomotor                 | Ottomotor                 | Ottomotor                                                          | Ottomotor                                                          | Ottomotor                                                          | Ottomotor                 | Ottomotor                 | Ottomotor                 | Ottomotor                 |
| Motortyp                                   | Reihenbauart              | Reihenbauart              | Reihenbauart              | Reihenbauart              | Reihenbauart                                                       | Reihenbauart                                                       | Reihenbauart                                                       | Reihenbauart              | Reihenbauart              | Reihenbauart              | Reihenbauart              |
| Zylinder                                   | 4                         | 4                         | 4                         | 4                         | 4                                                                  | 4                                                                  | 4                                                                  | 4                         | 4                         | 4                         | 4                         |
| Ventile                                    | 16                        | 16                        | 16                        | 16                        | 16                                                                 | 16                                                                 | 16                                                                 | 16                        | 16                        | 16                        | 16                        |
| Motoraufladung                             | Turbolader                | Turbolader                | Turbolader                | Turbolader                | Turbolader                                                         | Turbolader                                                         | Turbolader                                                         | Turbolader                | Turbolader                | Turbolader                | Turbolader                |
| Gemischaufbereitung                        | Direkteinspritzung        | Direkteinspritzung        | Direkteinspritzung        | Direkteinspritzung        | Direkteinspritzung                                                 | Direkteinspritzung                                                 | Direkteinspritzung                                                 | Direkteinspritzung        | Direkteinspritzung        | Direkteinspritzung        | Direkteinspritzung        |
| Hubraum                                    | 1984 cm³                  | 1984 cm³                  | 1984 cm³                  | 1984 cm³                  | 1984 cm³                                                           | 1984 cm³                                                           | 1984 cm³                                                           | 1984 cm³                  | 1984 cm³                  | 1984 cm³                  | 1984 cm³                  |
| max. Leistung bei min−1                    | 221 kW (300 PS)/5500–6200 | 221 kW (300 PS)/5500–6200 | 221 kW (300 PS)/5500–6200 | 221 kW (300 PS)/5500–6200 | 228 kW (310 PS)/5800–6500 (mit S tronic 228 kW (310 PS)/5500–6500) | 228 kW (310 PS)/5800–6500 (mit S tronic 228 kW (310 PS)/5500–6500) | 228 kW (310 PS)/5800–6500 (mit S tronic 228 kW (310 PS)/5500–6500) | 228 kW (310 PS)/5500–6500 | 221 kW (300 PS)/5300–6500 | 221 kW (300 PS)/5300–6500 | 221 kW (300 PS)/5300–6500 |
| max. Drehmoment bei min−1                  | 380 Nm/1800–5500          | 380 Nm/1800–5500          | 380 Nm/1800–5500          | 380 Nm/1800–5500          | 380 Nm/1850–5700 (mit S tronic 400 Nm/2000–5400)                   | 380 Nm/1850–5700 (mit S tronic 400 Nm/2000–5400)                   | 380 Nm/1850–5700 (mit S tronic 400 Nm/2000–5400)                   | 400 Nm/2000–5400          | 400 Nm/2000–5200          | 400 Nm/2000–5200          | 400 Nm/2000–5200          |
| Antriebsart, Serie                         | Allradantrieb             | Allradantrieb             | Allradantrieb             | Allradantrieb             | Allradantrieb                                                      | Allradantrieb                                                      | Allradantrieb                                                      | Allradantrieb             | Allradantrieb             | Allradantrieb             | Allradantrieb             |
| Getriebeart, Serie                         | 6-Gang-Schaltgetriebe     | 6-Gang-Schaltgetriebe     | 6-Gang-Schaltgetriebe     | 6-Gang-S tronic           | 6-Gang-Schaltgetriebe                                              | 6-Gang-Schaltgetriebe                                              | 6-Gang-Schaltgetriebe                                              | 7-Gang-S tronic           | 7-Gang-S tronic           | 7-Gang-S tronic           | 7-Gang-S tronic           |
| Getriebeart, Option                        | 6-Gang-S tronic           | 6-Gang-S tronic           | 6-Gang-S tronic           | –                         | 7-Gang-S tronic                                                    | 7-Gang-S tronic                                                    | 7-Gang-S tronic                                                    | –                         | –                         | –                         | –                         |
| Leergewicht                                | 1470–1490 kg              | 1500–1520 kg              | 1505–1525 kg              | 1695 kg                   | 1480–1505 kg                                                       | 1505–1540 kg                                                       | 1505–1545 kg                                                       | 1710 kg                   | 1565 kg                   | 1570 kg                   | 1740 kg                   |
| max. Zuladung                              | 560 kg                    | 560 kg                    | 550 kg                    | 440 kg                    | 560 kg                                                             | 560 kg                                                             | 550 kg                                                             | 430 kg                    | 480 kg                    | 475 kg                    | 370 kg                    |
| Beschleunigung, 0–100 km/h                 | 4,8–5,2 s                 | 4,9–5,3 s                 | 4,9–5,3 s                 | 5,4 s                     | 4,5–5,2 s                                                          | 4,6–5,3 s                                                          | 4,6–5,3 s                                                          | 5,1 s                     | 4,7 s                     | 4,7 s                     | 5,2 s                     |
| Höchstgeschwindigkeit                      | 250 km/h (abgeregelt)     | 250 km/h (abgeregelt)     | 250 km/h (abgeregelt)     | 250 km/h (abgeregelt)     | 250 km/h (abgeregelt)                                              | 250 km/h (abgeregelt)                                              | 250 km/h (abgeregelt)                                              | 250 km/h (abgeregelt)     | 250 km/h (abgeregelt)     | 250 km/h (abgeregelt)     | 250 km/h (abgeregelt)     |
| Kraftstoffverbrauch auf 100 km, kombiniert | 6,9–7,0 l Super Plus      | 6,9–7,0 l Super Plus      | 6,9–7,0 l Super Plus      | 7,1 l Super Plus          | 6,4–7,1 l Super Plus                                               | 6,5–7,1 l Super Plus                                               | 6,4–7,1 l Super Plus                                               | 6,7–6,8 l Super Plus      | 6,8 l Super Plus          | 6,8 l Super Plus          | 7,1–7,3 l Super Plus      |
| CO2-Emission, kombiniert:                  | 159–162 g/km              | 159–162 g/km              | 159–162 g/km              | 165 g/km                  | 146–163 g/km                                                       | 149–163 g/km                                                       | 148–163 g/km                                                       | 153–156 g/km              | 155 g/km                  | 155 g/km                  | 162–165 g/km              |
| Abgasnorm                                  | Euro 6                    | Euro 6                    | Euro 6                    | Euro 6                    | Euro 6                                                             | Euro 6                                                             | Euro 6                                                             | Euro 6                    | Euro 6d-TEMP              | Euro 6d-TEMP              | Euro 6d-TEMP              |

## S3 (8Y, seit 2020)
Die vierte Generation auf Basis des Audi A3 8Y wurde am 11. August 2020 vorgestellt. Anfang Oktober 2020 kam sie zu den Händlern. Eine überarbeitete Version wurde im April 2024 vorgestellt. Mit ihr stieg die maximale Leistung von 228 kW (310 PS) auf 245 kW (333 PS) an. Im Gegensatz zum Vorgängermodell sind nur noch zwei statt vier Karosserievarianten erhältlich.

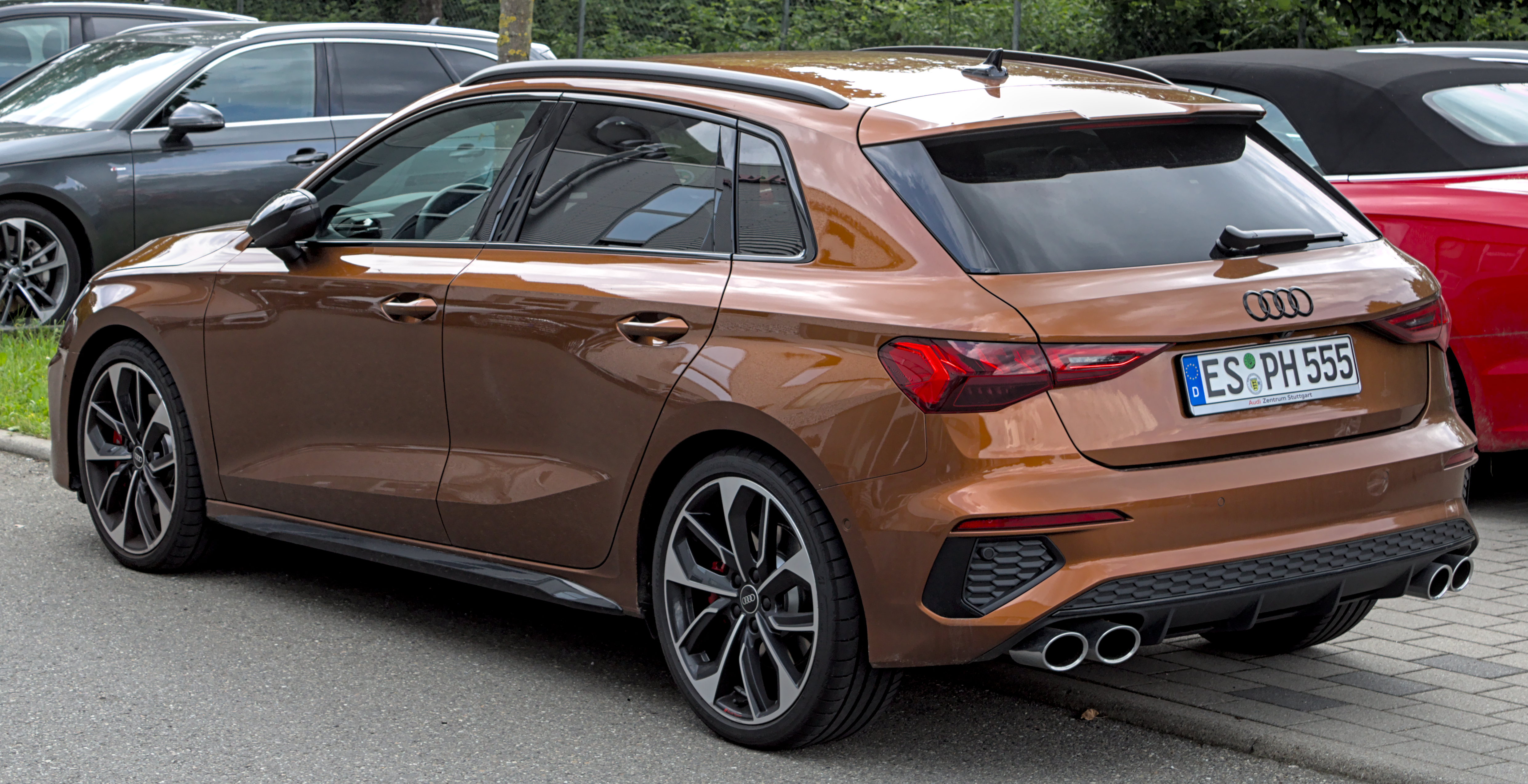
Heckansicht
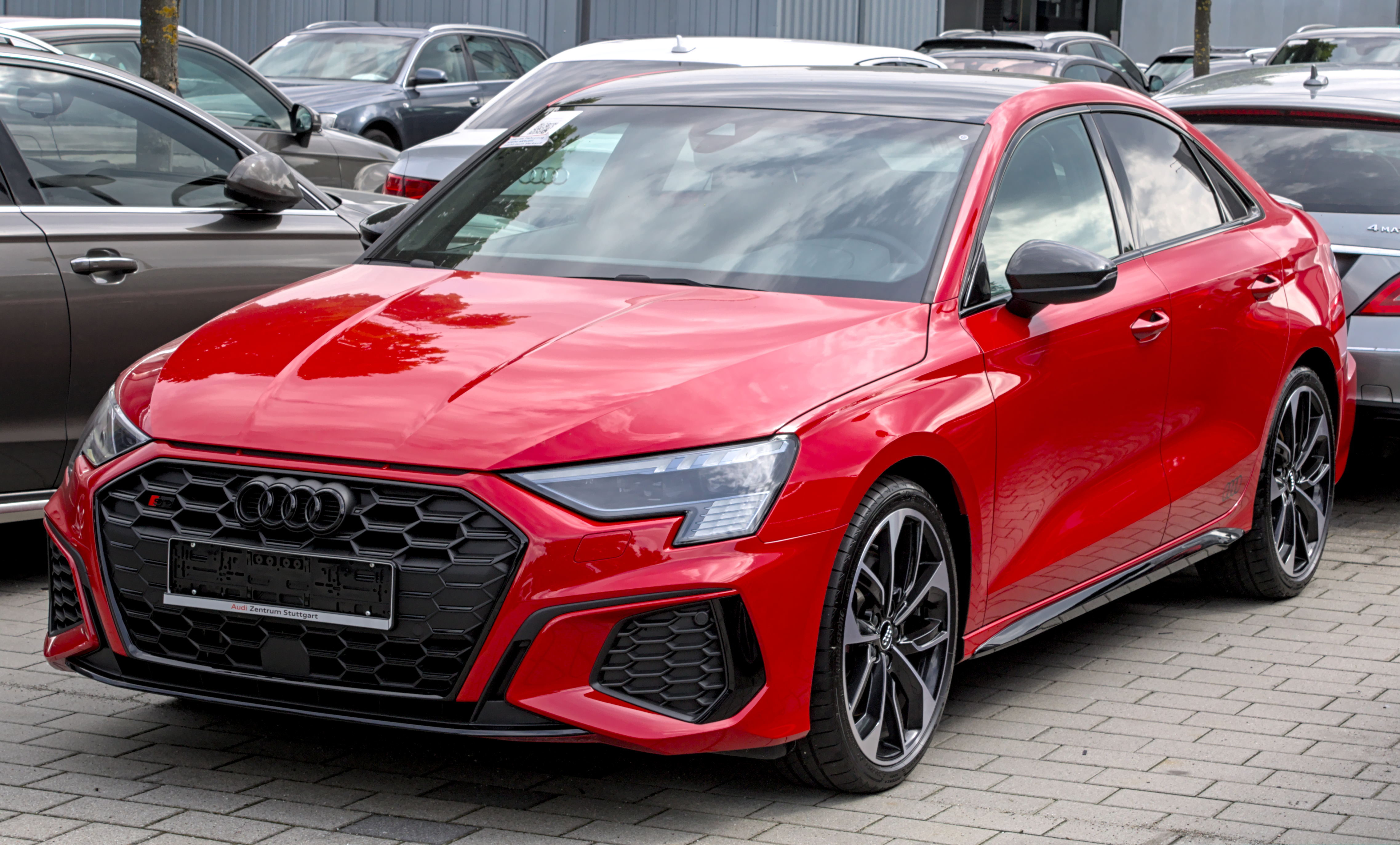
Audi S3 Limousine (2020–2024)
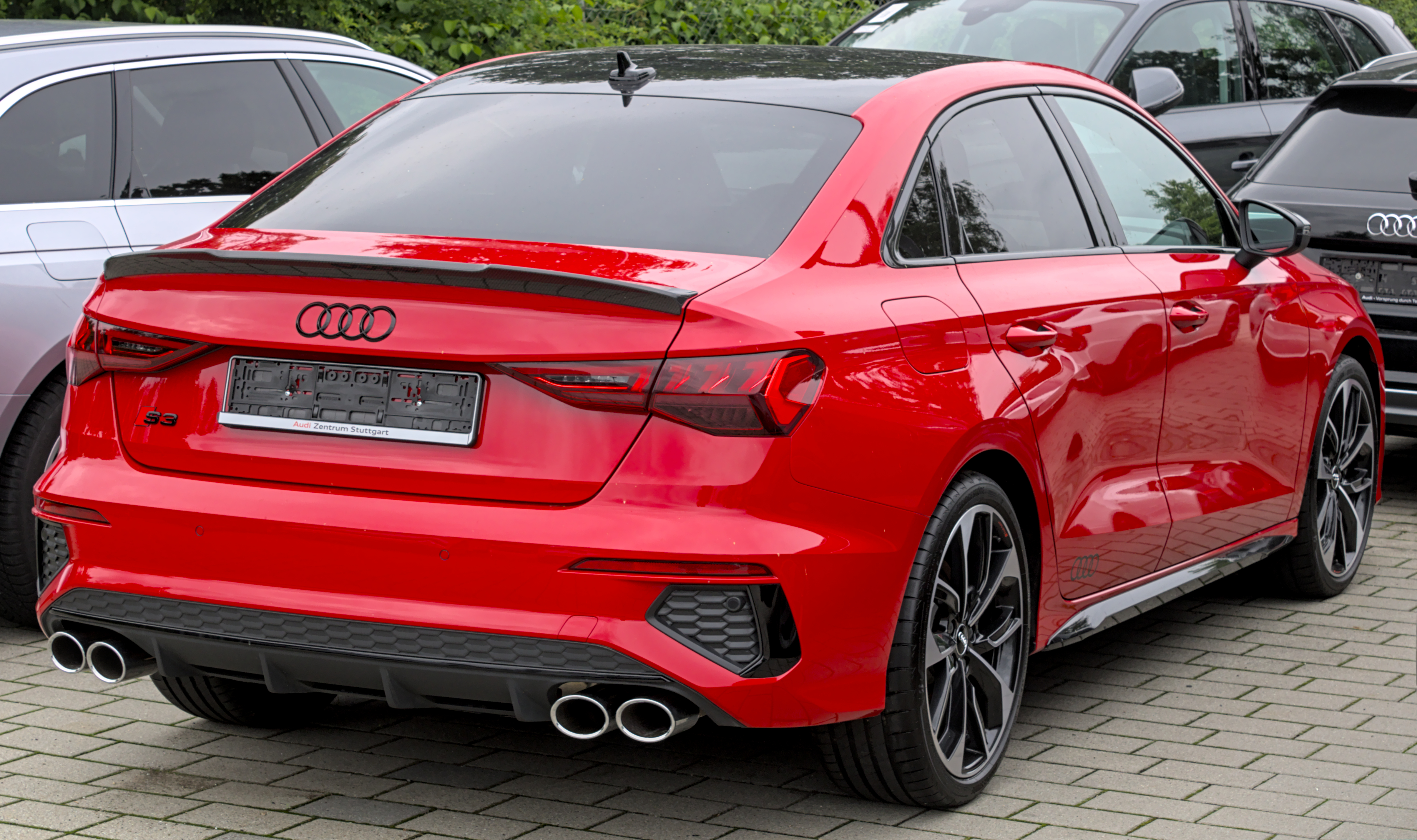
Heckansicht
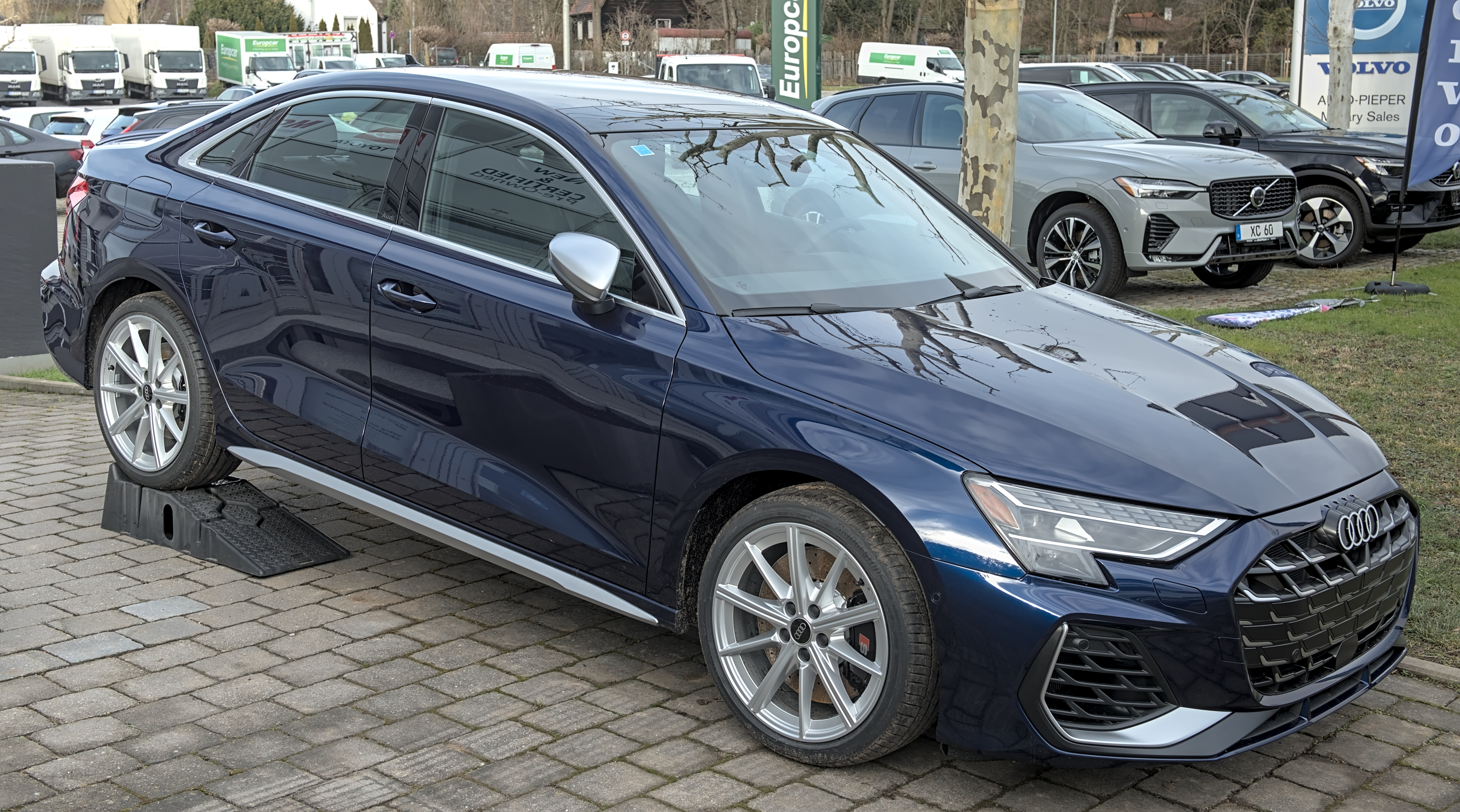
Audi S3 Limousine (seit 2024)
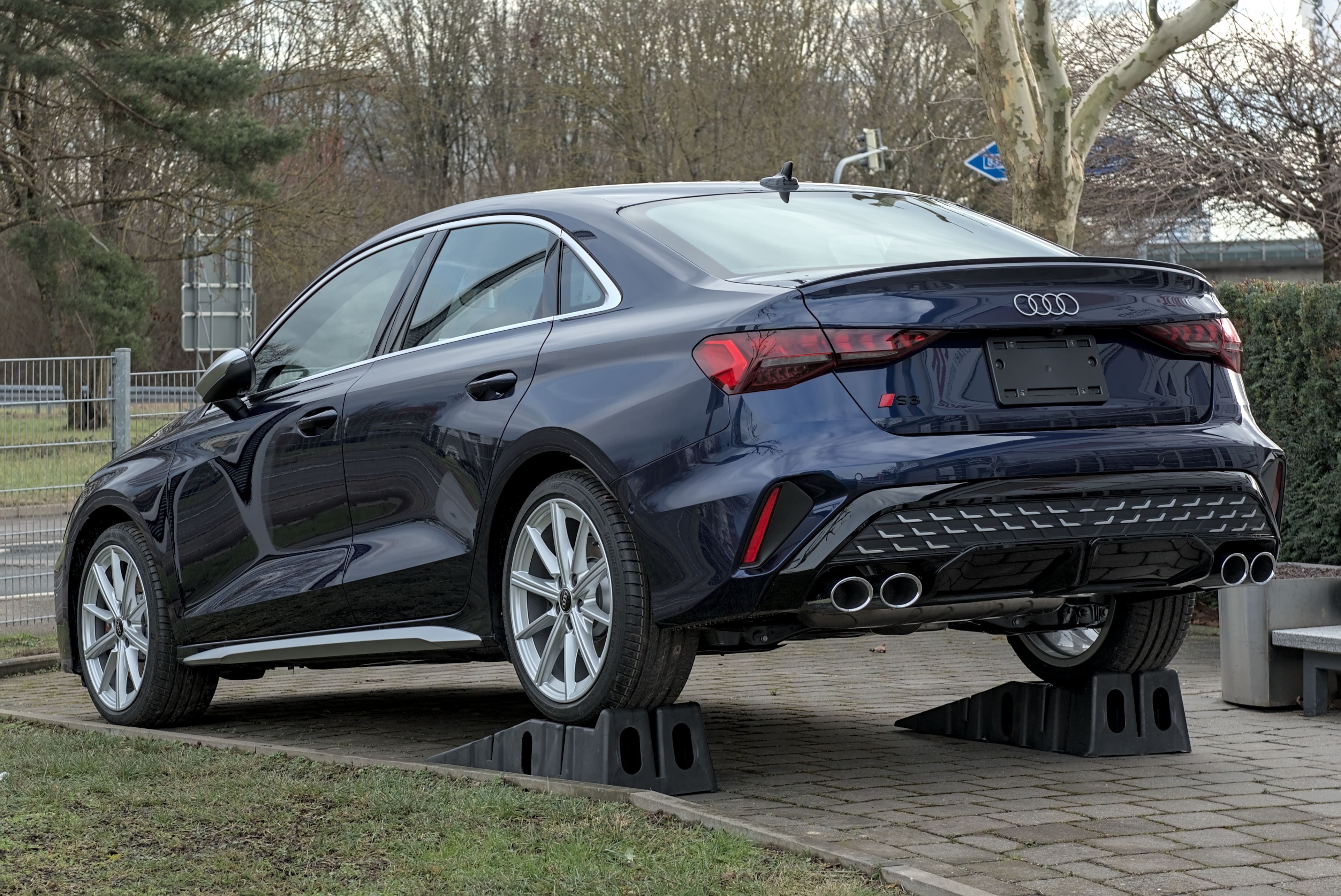
Heckansicht

### Technische Daten
|                                            | Sportback                 | Limousine                 | Sportback                 | Limousine                 |
| ------------------------------------------ | ------------------------- | ------------------------- | ------------------------- | ------------------------- |
| Bestellzeitraum                            | 10/2020–03/2024           | 10/2020–03/2024           | seit 04/2024              | seit 04/2024              |
| Motorart                                   | Ottomotor                 | Ottomotor                 | Ottomotor                 | Ottomotor                 |
| Motortyp                                   | Reihenbauart              | Reihenbauart              | Reihenbauart              | Reihenbauart              |
| Zylinder                                   | 4                         | 4                         | 4                         | 4                         |
| Ventile                                    | 16                        | 16                        | 16                        | 16                        |
| Motoraufladung                             | Turbolader                | Turbolader                | Turbolader                | Turbolader                |
| Gemischaufbereitung                        | Direkteinspritzung        | Direkteinspritzung        | Direkteinspritzung        | Direkteinspritzung        |
| Hubraum                                    | 1984 cm³                  | 1984 cm³                  | 1984 cm³                  | 1984 cm³                  |
| max. Leistung bei min−1                    | 228 kW (310 PS)/5450–6500 | 228 kW (310 PS)/5450–6500 | 245 kW (333 PS)/5600–6500 | 245 kW (333 PS)/5600–6500 |
| max. Drehmoment bei min−1                  | 400 Nm/2000–5450          | 400 Nm/2000–5450          | 420 Nm/2100–5500          | 420 Nm/2100–5500          |
| Antriebsart, Serie                         | Allradantrieb             | Allradantrieb             | Allradantrieb             | Allradantrieb             |
| Getriebeart, Serie                         | 7-Gang-S tronic           | 7-Gang-S tronic           | 7-Gang-S tronic           | 7-Gang-S tronic           |
| Leergewicht                                | 1575 kg                   | 1580 kg                   | 1610 kg                   | 1610 kg                   |
| max. Zuladung                              | 445 kg                    | 445 kg                    | 425 kg                    | 425 kg                    |
| Beschleunigung, 0–100 km/h                 | 4,8 s                     | 4,8 s                     | 4,7 s                     | 4,7 s                     |
| Höchstgeschwindigkeit                      | 250 km/h (abgeregelt)     | 250 km/h (abgeregelt)     | 250 km/h (abgeregelt)     | 250 km/h (abgeregelt)     |
| Kraftstoffverbrauch auf 100 km, kombiniert | 7,4 Super Plus            | 7,2–7,3 l Super Plus      | 8,4–8,7 Super Plus        | 8,1–8,5 l Super Plus      |
| CO2-Emission, kombiniert:                  | 169–170 g/km              | 165–166 g/km              | 191–198 g/km              | 185–193 g/km              |
| Abgasnorm                                  | Euro 6d-ISC-FCM           | Euro 6d-ISC-FCM           | Euro 6e                   | Euro 6e                   |